# Міддлтаун
Міддлтаун (англ. Middletown) — місто (англ. town) в США, в окрузі Ньюпорт штату Род-Айленд. Населення — 17 075 осіб (2020).

## Демографія

### Перепис 2010
Згідно з переписом 2010 року, у місті мешкало 16 150 осіб у 6763 домогосподарствах у складі 4164 родин. Було 7622 помешкання
Расовий склад населення:
| - 87,2 % — білих - 4,5 % — чорних або афроамериканців - 3,0 % — азіатів - 0,3 % — корінних американців - 0,1 % — вихідців з тихоокеанських островів - 1,5 % — осіб інших рас |

До двох чи більше рас належало 3,3 %. Частка іспаномовних становила 4,7 % від усіх жителів.
За віковим діапазоном населення розподілялося таким чином: 22,6 % — особи молодші 18 років, 59,8 % — особи у віці 18—64 років, 17,6 % — особи у віці 65 років та старші. Медіана віку мешканця становила 42,8 року. На 100 осіб жіночої статі у місті припадало 92,6 чоловіків; на 100 жінок у віці від 18 років та старших — 90,5 чоловіків також старших 18 років.
Середній дохід на одне домашнє господарство становив 85 504 долари США (медіана — 65 799), а середній дохід на одну сім'ю — 100 002 долари (медіана — 81 628). Медіана доходів становила 56 917 доларів для чоловіків та 41 117 доларів для жінок. За межею бідності перебувало 9,5 % осіб, у тому числі 12,5 % дітей у віці до 18 років та 5,0 % осіб у віці 65 років та старших.
Цивільне працевлаштоване населення становило 7821 особа. Основні галузі зайнятості: освіта, охорона здоров'я та соціальна допомога — 25,1 %, мистецтво, розваги та відпочинок — 14,4 %, роздрібна торгівля — 12,6 %.

### Перепис 2000
За даними перепису 2000 року
на території муніципалітету мешкало 17 334 людей, було 6 993 садиб.
Густота населення становила 515,6 осіб/км². З 6 993 садиб у 32,9 % проживали діти до 18 років, подружніх пар, що мешкали разом, було 53,9 %,
садиб, у яких господиня не мала чоловіка — 9,8 %, садиб без сім'ї — 33,6 %.
Власники 10,9 % садиб мали вік, що перевищував 65 років, а в 28,7 % садиб принаймні одна людина була старшою за 65 років. Кількість людей у середньому на садибу становила 2,43, а в середньому на родину 3,01.
Середній річний дохід на садибу становив 51 075 доларів США, а на родину — 57 322 доларів США. Чоловіки мали дохід 41 778 доларів, жінки — 27 229 доларів. Дохід на душу населення був 25 857 доларів. Приблизно 3,7 % родин та 5 % населення жили за межею бідності.
Медіанний вік населення становив 38 років. На кожних 100 жінок віком понад 18 років припадало 89,7 чоловіків.